# Ticks and Tick-Borne Diseases
Ticks and Tick-Borne Diseases, abgekürzt Ticks Tick-Borne Dis., ist eine wissenschaftliche Fachzeitschrift, die vom Elsevier-Verlag veröffentlicht wird. Die Zeitschrift erscheint derzeit viermal im Jahr. Es werden Arbeiten veröffentlicht, die sich mit Zecken und durch Zecken übertragene Infektionskrankheiten beschäftigen.
Der Impact Factor lag im Jahr 2014 bei 2,718. Nach der Statistik des ISI Web of Knowledge wird das Journal mit diesem Impact Factor in der Kategorie Infektionskrankheiten an 35. Stelle von 78 Zeitschriften, in der Kategorie Mikrobiologie an 52. Stelle von 119 Zeitschriften und in der Kategorie Parasitologie an zehnter Stelle von 36 Zeitschriften geführt.